# Gintama (film)
Série
Gintama 2
(2018)
Pour plus de détails, voir Fiche technique et Distribution.
Gintama (銀魂, « Âme d'argent ») est un film japonais réalisé par Yūichi Fukuda, sorti le 14 juillet 2017.
Il est premier du box-office japonais lors de son premier week-end.[réf. nécessaire] Il s'agit de la première adaptation du manga éponyme de Hideaki Sorachi avec des acteurs réels. Le tournage a lieu en juillet, août, et septembre 2016.

## Synopsis
L'histoire se déroule dans un univers alternatif durant l'époque d'Edo (1603-1868).
Des extraterrestres appelés Amanto attaquent la planète Terre. Au moment où se passe le film, les Terriens se battent contre les envahisseurs depuis plus de 10 ans. Le shogunat reconnait la puissance des Amantos et décide d'accepter sa défaite. Un gouvernement fantôche se met en place au Japon qui publie un édit d'interdiction du port du sabre. En raison de cela, les samouraïs, luttant alors contre les Amantos pour leur pays et leur seigneur, tombent en déclin.
Gintoki Sakata (Shun Oguri), l'un de ces samouraïs, se pose en dernier défenseur du code d'honneur bushido, armé de son sabre d'entraînement.

## Distribution
- Shun Oguri : Gintoki Sakata
- Masaki Suda : Shinpachi Shimura
- Kanna Hashimoto : Kagura
- Yūya Yagira : Toshiro Hijikata
- Masaki Okada : Kotaro Katsura
- Ryō Yoshizawa : Okita Sogo